# Constance Markievicz

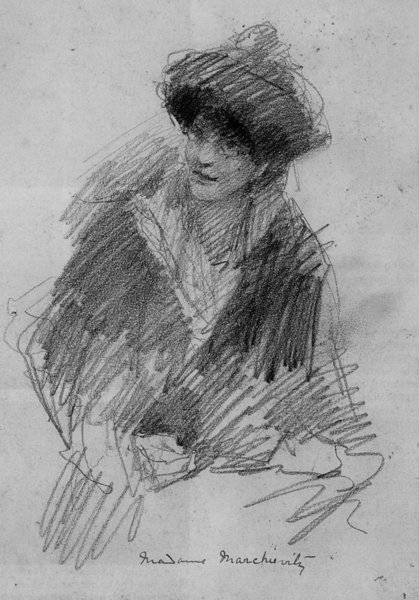
Portrait de la comtesse Constance Markievicz par John Butler Yeats.

Constance Markievicz, de son nom de baptême Constance Georgine Gore-Both, est une révolutionnaire et femme politique nationaliste irlandaise née le 4 février 1868 à Londres et morte le 15 juillet 1927 à Dublin.
Issue de l'aristocratie anglo-irlandaise, elle n'était pas prédestinée à prendre la défense des plus pauvres et à adhérer à la cause nationaliste. Elle s'illustre pourtant en prenant les armes pendant l'insurrection de Pâques 1916, à la suite de quoi elle effectue plusieurs séjours en prison. Elle est élue députée au Dáil Éireann en 1918 puis occupe le poste de ministre du Travail dans le gouvernement révolutionnaire irlandais. Pendant la guerre civile irlandaise, elle soutient le camp anti-traité, puis retrouve son siège de députée en 1927 sous l'étiquette du Fianna Fáil avant de mourir peu après.
En raison de son titre de comtesse et de ses opinions, Markievicz est parfois surnommée « la Comtesse Rouge ». Avec Maud Gonne, elle est une des femmes les plus admirées de l'histoire de l'Irlande.

## Les jeunes années
Constance Gore-Booth est née le 4 février 1868, à Londres, mais grandit en Irlande, dans le comté de Sligo, à Lissadell House. Elle est la troisième enfant de Sir Henry Gore-Booth, et sa vie semble devoir se dérouler dans l'aisance. Durant la grande famine des années 1879 et 1880 en Irlande, son père pourvoit au ravitaillement de ses employés. Il semble que cette attitude soit à l'origine de sa préoccupation pour les plus défavorisés et de ses engagements ultérieurs.
En 1893 elle entreprend d'étudier le dessin et la peinture à la Slade School of Art, à Londres. C'est à cette époque qu'elle milite auprès de la National Union of Women's Suffrage Societies (NUWSS), un mouvement qui milite pour le droit de vote des femmes. 
Quelques années plus tard, elle s'installe à Paris pour poursuivre ses études artistiques à la très réputée Académie Julian, qui accueillait aussi bien des peintres professionnels que des amateurs venus du monde entier. Pendant ce séjour en France, elle rencontre et épouse un comte polonais, Casimir Markievicz.

## La lutte à Dublin
Le couple Markievicz s'installe à Dublin, où elle devient réputée pour ses peintures de paysages. En 1903, elle joue dans plusieurs pièces à l’Abbey Theatre, où elle fait la connaissance d'une autre comédienne, Maud Gonne ; les deux femmes vont se retrouver sur de nombreux points dont le féminisme, le socialisme et la lutte pour l'indépendance de l'île. Elle adhère au « Inghinidhe na hEireann » (les Femmes d'Erin), mouvement créé en 1900 par Gonne, et fréquente la Ligue gaélique.
En 1908 elle rejoint le Sinn Féin, fondé le 28 novembre 1905 par Arthur Griffith. Ce parti politique, dont le nom en gaélique signifie « nous-mêmes », prône l'abstention de toute collaboration politique avec l'administration britannique et une résistance non-violente. L'année suivante, elle crée la section jeunesse de l'Irish Republican Brotherhood (IRB) : Fianna Éireann. En 1911, elle est arrêtée en compagnie d'Helena Moloney, une autre comédienne de l'Abbey Theatre, pour avoir manifesté contre la venue du roi George V en Irlande. Puis elle se joint a Maud Gonne, James Connolly et James Larkin dans la lutte pour contraindre les autorités à étendre la loi de 1906 sur les repas scolaires à l'Irlande. En 1913, elle participe au programme d'alimentation pour les enfants pauvres de Dublin et à l'organisation d’une cantine dans le « Liberty Hall » pendant le lock-out des ouvriers syndiqués. Cette même année, elle devient trésorière de l'Irish Citizen Army (ICA).

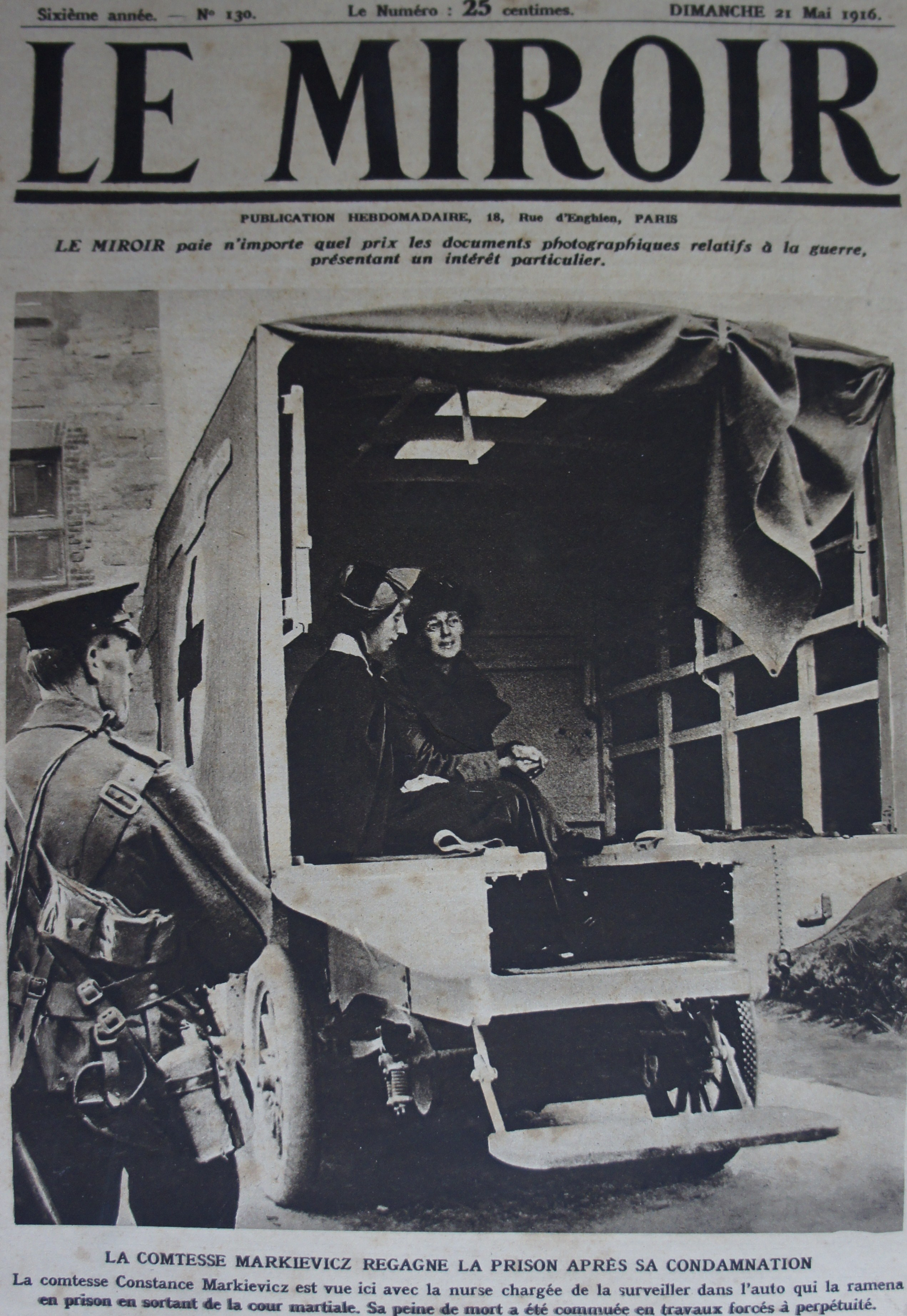
Mme Markievicz transférée de la cour martiale à la prison.

Pendant l'insurrection de Pâques 1916 à Dublin, elle est commandant en second de l'Irish Citizen Army (ICA) et dirige la brigade féminine. Au début, elle parcourt les rues de la ville pour distribuer des médicaments aux postes de combattants. Puis, avec quatorze autres femmes, elle décide de prendre les armes. Elle est la seule femme officier en uniforme et participe aux combats comme sniper au jardin public de St Stephen's Green. Selon le témoignage d'une infirmière à l'époque, elle abat Michael Lahiff, un policier irlandais sans arme de la Dublin Metropolitan Police, âgé de 23 ans et qui s'approchait de rebelles dans ce parc. L'identité de l'assassin du jeune policier demeure toutefois incertaine et contestée,.
Arrêtée, elle est internée à la prison d'Aylesbury en Angleterre, puis à Kilmainham, où elle peut entendre les exécutions des seize dirigeants de l'insurrection. Elle-même est accusée de haute trahison et condamnée à mort par la cour martiale britannique, peine commuée en détention à perpétuité, la peine de mort n'étant pas appliquée aux femmes.

## Parlementaire et ministre
Après l’amnistie générale de 1917, Constance Markievicz est libérée au mois de juin. Son retour en Irlande prend l’allure d'un véritable triomphe. Rare survivante combattante de l’insurrection, les Irlandais la considèrent comme l’héroïne de leur pays ; elle intègre la direction du Sinn Féin. Son incarcération va lui donner un autre motif de combat : l’amélioration des conditions de détention des prisonniers politiques.
En 1918, elle est de nouveau arrêtée et emprisonnée pour six mois à prison de Holloway, à Londres, de même que Maud Gonne. Cet emprisonnement est motivé par son combat contre la conscription des Irlandais et leur incorporation dans l’armée britannique. C’est pendant cette incarcération qu’elle est élue députée du Sinn Féin à la Chambre des communes, profitant de la ratification du Qualification of Women Act (en) (accession des femmes aux élections). Elle s’était présentée aux élections générales pour le Sinn Féin dans le quartier Saint-Patrick, à Dublin.

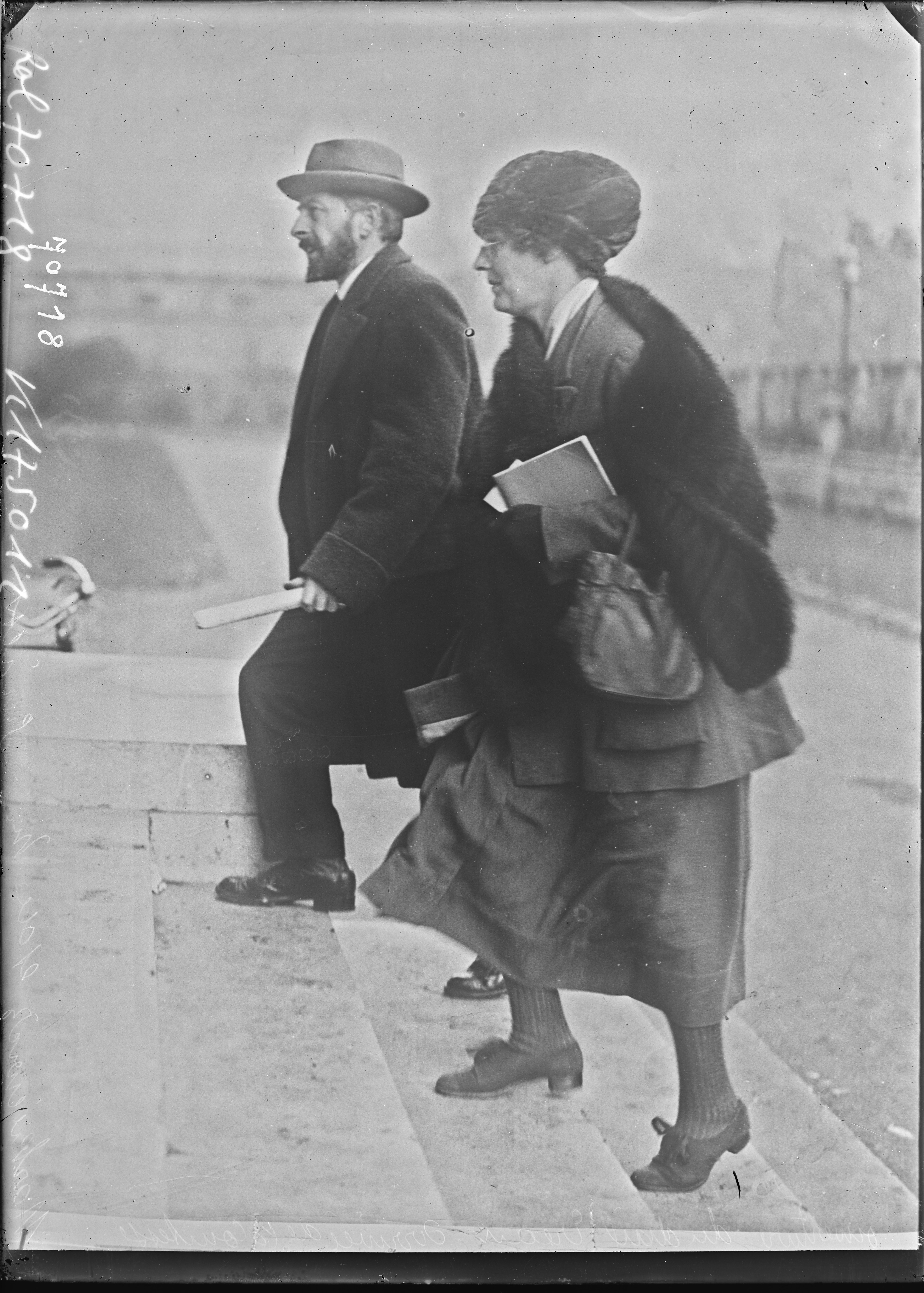
Ouverture du Dáil Éireann (1919-1922), arrivée de la comtesse Markievicz et de M. Guiness (1921).

Constance Markievicz devient ainsi la première femme élue au Parlement britannique, bien qu'elle n'y siège jamais. En effet, les élus du Sinn Féin refusent de siéger à Westminster et rejoignent le Dáil Éireann (parlement) à Dublin. Le 2 avril 1919, elle est ministre du Travail, dans le gouvernement révolutionnaire d'Éamon de Valera. En 1922, hostile au traité de paix du 6 décembre 1921 entre l’Irlande et la Grande-Bretagne, qui reconnaît l'indépendance de l'État libre d'Irlande mais qui consacre la partition de l’île et permet au roi George V de conserver le titre symbolique de « roi d'Irlande », elle démissionne de son poste et part aux États-Unis pour promouvoir la cause des nationalistes républicains hostiles au traité et récolter des fonds. Pendant la guerre civile irlandaise (mai 1922 – juin 1923), elle reprend les armes (contre le gouvernement irlandais), puis est réélue au Parlement en 1923. Comme d'autres républicains, elle refuse de prendre son siège au Parlement irlandais. Elle est arrêtée en novembre 1923, puis relâchée à la suite d'une grève de la faim. Elle adhère au Fianna Fáil au moment de sa création en 1926, et est réélue députée en 1927.
Elle décède le 15 juillet 1927 à l’hôpital Patrick Dunn à Dublin, des suites d'un cancer ou de la tuberculose. Les Irlandais vont s’incliner devant sa dépouille pendant quarante-huit heures ; elle est inhumée au cimetière de Glasnevin, à Dublin, non loin de Maud Gonne, Daniel O'Connell, Charles Stewart Parnell, James Larkin, Michael Collins et d’autres.